# Odder Museum
Odder Museum er et lokalhistorisk museum i Odder. Museet blev etableret i 1928 og har siden 1956 været beliggende i den gamle Odder Vand- og Dampmølle ved Odder Å. Museet består af flere bygninger. Den gamle vandmølle står i dag som da mølledriften blev indstillet i 1955 med fuldt intakt maskineri, hvor der især blev valset byggryn, der blev solgt under navnet Stærkoddergryn.
I møllens stuehus er der udstilling om Odderegnens historie fra middelalderen til nyere tid. Blandt de vigtigste fund er brændevinssættet, der er fundet ved Bjørnkær Voldsted ved Hov, og som menes at være det ældst kendte destillationsapparat i Norden. I stuehuset er der desuden udstillet møbler og andre genstande fra 1700- og 1800-tallet, og der er en udstilling af tøj og legetøj.
Museet råder desuden over en nyere bygning, der dels rummer en af landets største samlinger af jagtvåben[kilde mangler], dels har rum til skiftende særudstillinger. Odder Museum har planer om at udvide dels med et fjordmuseum i Hov med blandt andet en sejlende ålekvase og dels med sommerhus- og friluftsmuseum i Saksild.[kilde mangler]
Museet råder over ca. 40.000 genstande og er organiseret som en selvejende institution, der modtager tilskud fra Odder Kommune og staten. Museet har ca. 10 ansatte. Besøgstallet ligge mellem 10.000 og 25.000 afhængigt af særudstillinger. Museet har desuden udgivet ca. 25 bøger.
Museet blev fusioneret med Moesgaard Museum i 2011.